# Az arénában
Az Az arénában (angolul: In the Arena) Brian Aldiss novellája. Az If magazinban jelent meg először 1963 júliusában, majd 1968-ban könyv formájában a The Second If Reader of Science Fiction című gyűjteményes kötetben. Magyarul a Galaktika 60. számában olvasható Damokos Katalin fordításában.

## Történet
|  | Alább a cselekmény részletei következnek! |

A Földet már nem emberek, hanem a prüccsök uralják, akik az embereket rabszolgaságban tartják, és gladiátorharcra kényszerítik arénákban. A történet főszereplői Javlin Bartramm és Awn, egy férfi és egy nő, akiknek most együtt kell harcba szállniuk két hatalmas girnyó ellen az arénában. Nincs esélyük az életben maradásra, de összefognak.
|  | Itt a vége a cselekmény részletezésének! |

## Megjelenések

### angol nyelven
1. In the Arena, If, Galaxy Publishing Corp., 1963 július[1]
2. The Second If Reader of Science Fiction, Doubleday, 1968[1]

### magyar nyelven
1. Az arénában, Galaktika 60, 1985, ford.: Damokos Katalin

## Külső hivatkozások
- Angol nyelvű megjelenések az ISFDB-től
- Brian Aldiss: Az arénában (magyar fordítás, teljes szöveg)